# Zephiris

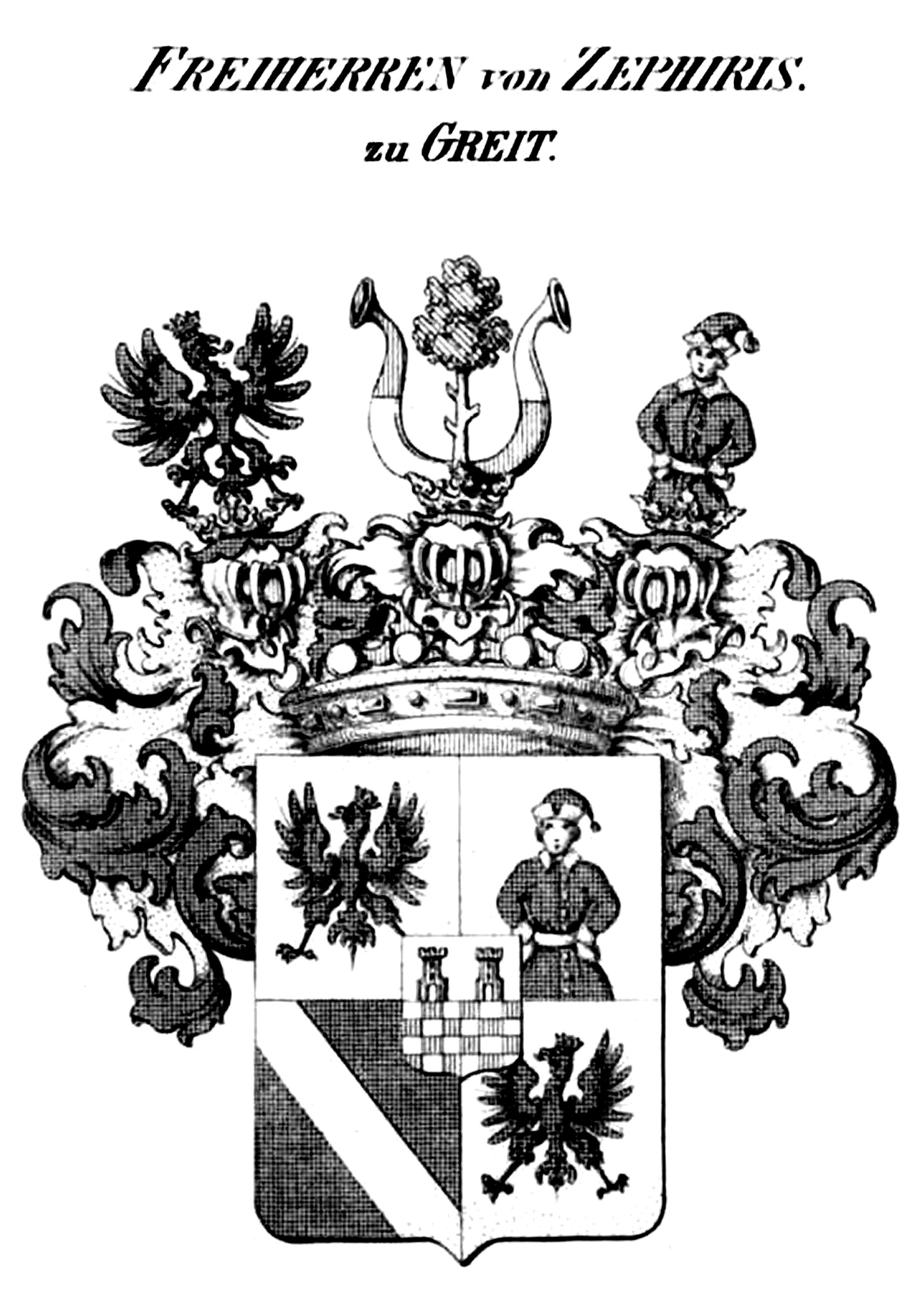
Wappen der Freiherren von Zephiris zu Greit nach Tyroff

Zephiris zu Greit, auch Zephyris, Zephier, war ein aus der Grafschaft Tirol stammendes briefadeliges Geschlecht, das 1787 in den Freiherrenstand erhoben wurde und 1883 im Mannesstamm erloschen ist.

## Geschichte
Das ursprünglich bürgerliche Geschlecht soll aus Venetien stammen und Anfang des 14. Jahrhunderts dem Patriziat von Bergamo angehört haben. Im 15. Jahrhundert kam die Familie in die Grafschaft Tirol. Angeblich auf Initiative Erzherzogin Magdalena von Österreich verlieh der Tiroler Landesfürst am 31. März 1588 den Brüdern Alexander, Niklas, Johann Baptist, Paul und Cäsar sowie deren Vetter Georg Zephier in Innsbruck einen Wappenbrief. Alexander Zephier war Bürger sowie Hof- und Stadtapotheker in Brixen.
Kaiser Ferdinand III. erhob die Brüder Alexander, Philipp, Jakob und Franz und deren Vetter Anton Zephiris am 10. Oktober 1641 in den erblichen Ritterstand. Des Weiteren erklärte er das von Anton Zephiris erworbene Gut Greit zu einem adligen Ansitz und gestattete die Führung des Prädikates "Zephiris zu Greit". Mehrere Angehörige traten in den geistlichen Stand: Johann Anton Zephiris zu Greit wurde Domherr von Brixen, das gleiche Amt bekleidete 1745 Johann Thomas Zephiris zu Greit (* 1691). Dessen Bruder Franz Zephiris (* 1695) war Jesuit und zeitweise Missionar in Ostindien. Am 12. April 1787 verlieh Kaiser Joseph II. in Wien den k. k. Hofrat und geheimen Kabinettssekretär Johann Georg von Zephiris zu Greit (1730–1790) in den erbländischen Freiherrenstand. Adolf Freiherr Zephiris (* 1831) diente 1863 als Hauptmann im k k. Tiroler Jäger-Regiment.

## Genealogie (Auswahl)
1. Felix Anton Zephiris, ⚭ Maria Theresia von Söll zu Aich und Hahnberg
  1. Johann Georg Zephiris (1730–1790), ⚭ Franziska von Reinhart zu Thurnfels und Ferklehen
    1. Ferdinand Zephiris (1780–1858), ⚭ Theresia von Lauser zu Moos und Festenstein
    2. Joseph Zephiris (* 1779), ⚭ Klara Anreiter von Zierenfeld
    3. Ignaz Zephiris (1781–1851), k. k. Feldmarschall-Lieutenant, ⚭ Karoline Dormetzhuber
    4. Antonie Zephiris (1784–1824), ⚭ Ignaz Freiherr Tschiderer von Gleifheim